# Windesheim

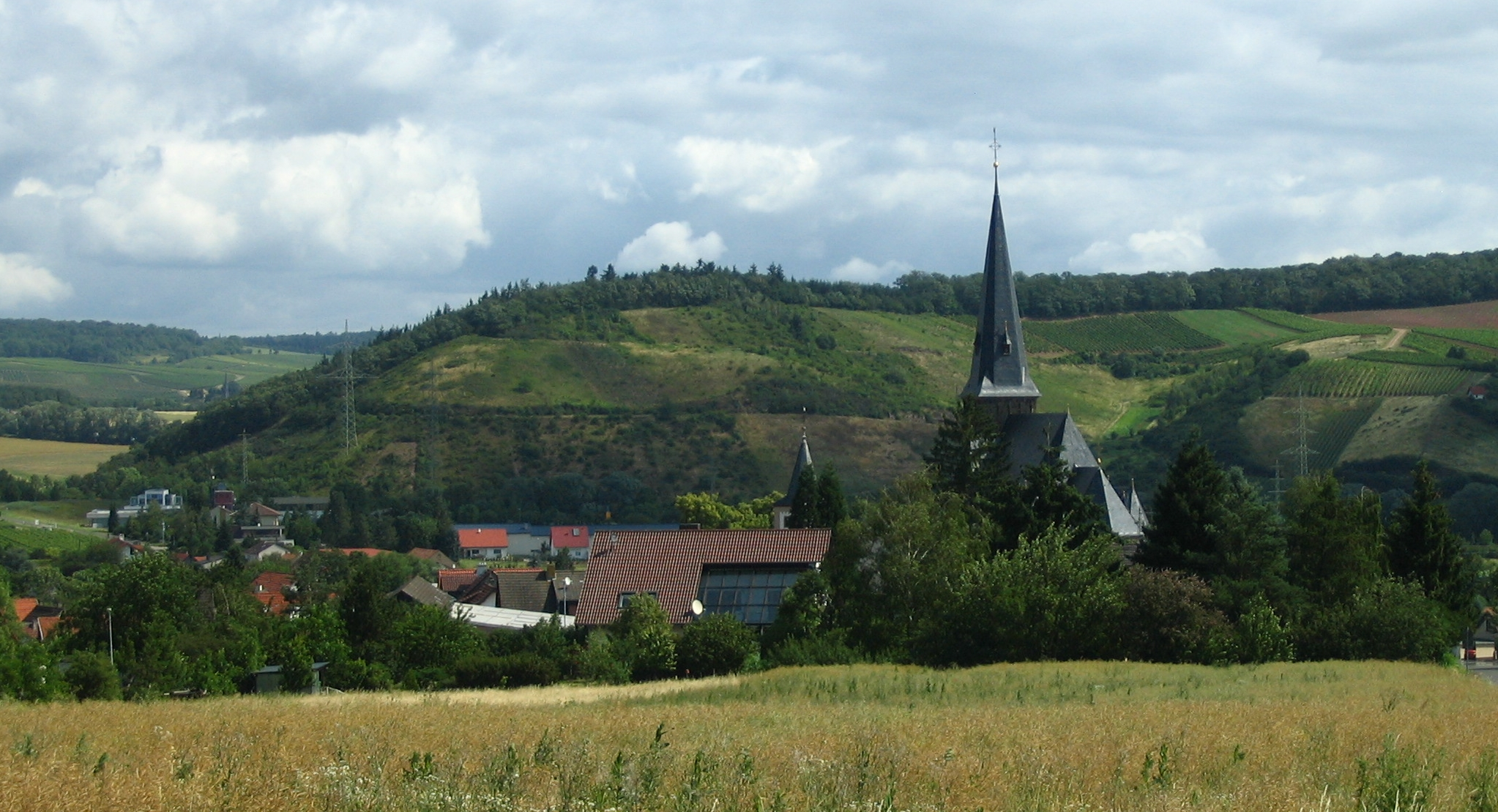
Windesheim, Ansicht von Westen

Windesheim ist eine Ortsgemeinde im Landkreis Bad Kreuznach in Rheinland-Pfalz. Sie gehört der Verbandsgemeinde Langenlonsheim-Stromberg an.

## Geschichte
Der Ort wurde im Jahr 1019 als Windense erstmals urkundlich erwähnt, die heutige evangelische Kirche erstmals 1147.
Worauf der Name Windesheim zurückzuführen ist, ist umstritten. Kaufmann, ein Ortsnamensforscher, leitet den Namen aus dem Fränkischen ab. Danach wäre Windesheim das „Heim eines Franken namens Windin“. König, ein Keltenforscher, ist dagegen der Überzeugung, dass der Name aus dem Keltischen abgeleitet werden muss. Hiernach wäre die Urform „Windon-issa“, was so viel bedeutet wie die Besitzungen eines Kelten namens „Windonis“.
Keltische Körperbestattungsgräber und keltische Wehranlagen auf dem Römerberg zeugen auf alle Fälle von einer Besiedlung lange vor Christus. Ebenso wohnten die Römer im Bereich des heutigen Windesheim. Bei Bauarbeiten im Neubaugebiet Im Setzling stieß man ebenso auf Mauerwerk römischen Ursprungs, wie in der Ortslage Goldgrube.
Windesheim war von 1019 bis in das 12./13. Jahrhundert im Besitz der Abtei Deutz, anschließend gelangte es unter die Herrschaft der Wild- und Rheingrafen. Von 1390 bis 1524 war die Hälfte des Dorfes an Kurmainz verpfändet. Die Kurpfalz besaß als Schirmherr 1/4 des Gerichtes. Seit 1701/07 gehörte Windesheim den Grafen (1739 Fürsten) von Salm-Salm als Erben der Wild- und Rheingrafen.
Nach der Einnahme des Linken Rheinufers durch französische Revolutionstruppen gehörte Windesheim von 1798 bis 1814 zum französischen Kanton Stromberg im Département de Rhin-et-Moselle. Windesheim wurde Hauptort (chef-lieu) einer Mairie. Nach dem Wiener Kongress kam die Region zum Königreich Preußen, die Bürgermeisterei Windesheim wurde 1816 dem neu errichteten Kreis Kreuznach im Regierungsbezirk Koblenz zugeordnet, der von 1822 an zur Rheinprovinz gehörte. Im Jahr 1939 wurde das 1927 aus der Bürgermeisterei entstandene Amt Windesheim aufgelöst und die Gemeinde Windesheim dem Amt Langenlonsheim zugeordnet, aus dem 1968 im Rahmen einer Gebietsreform in Rheinland-Pfalz die spätere Verbandsgemeinde Langenlonsheim entstand. Zum 1. Januar 2020 fusionierte die Verbandsgemeinde Langenlonsheim mit der Verbandsgemeinde Stromberg zur Verbandsgemeinde Langenlonsheim-Stromberg.
Windesheim hatte eine jüdische Gemeinde, deren letzte Angehörige 1942 deportiert und ermordet wurden (→ Holocaust). Die Synagoge war in der zweiten Hälfte des 19. Jahrhunderts errichtet worden. Sie wurde während der Novemberpogrome 1938 geschändet und musste im selben Monat an einen nichtjüdischen Privatmann zwangsverkauft werden. Das Gebäude wurde 1982 wegen Baufälligkeit abgerissen.
Statistik zur Einwohnerentwicklung
Die Entwicklung der Einwohnerzahl von Windesheim, die Werte von 1871 bis 1987 beruhen auf Volkszählungen:
| Jahr | Einwohner |
| 1815 | 678       |
| 1835 | 968       |
| 1871 | 1.059     |
| 1905 | 1.105     |
| 1939 | 1.093     |
| 1950 | 1.334     |

| Jahr | Einwohner |
| 1961 | 1.371     |
| 1970 | 1.531     |
| 1987 | 1.732     |
| 2005 | 1.901     |
| 2022 | 1.812     |

## Politik

### Ortsbürgermeister
- 1974–1994: Wolfgang Walther
- 1994–2004: Günter Henrich
- 2004–2019: Claudia Kuntze (SPD)
- ab 2019: Volker Stern (Pro Windesheim)

Bei der Kommunalwahl am 26. Mai 2019 wurde Volker Stern mit einem Stimmenanteil von 77,15 % gewählt und ist damit Nachfolger von Claudia Kuntze, die nicht mehr kandidiert hatte. Er wurde im Juni 2024 wiedergewählt.

## Kultur und Sehenswürdigkeiten

### Museen
Das Uhrenmuseum zeigt mehr als 1600 Uhren.
Das Orgel Art Museum wurde 2001 eröffnet. Die Instrumentensammlung der Familie Oberlinger bildet den Grundstock für das mittlerweile europaweit bekannte Museum in Windesheim.
Das im Jahre 2001 errichtete Museumsgebäude entstammt einer Initiative des Orgelbaumeisters Wolfgang Oberlinger, der dann zusammen mit seinem Cousin Helmut Oberlinger mit Hilfe des Landes Rheinland-Pfalz und Unterstützung des Kreises Bad Kreuznach, innerhalb einer neu gegründeten Trägerschaft, bestehend aus Ortsgemeinde, Verbandsgemeinde und Landkreis, dieses Projekt verwirklichte. Für die Konzeption des Gebäudes wurde die Entwurfsidee des Baudirektors des Kreises Bad Kreuznach, Hans Bergs, gewählt. Die Entwurfs- und Ausführungsplanung führten die Architekten Anja Oberlinger und Wolfgang Oberlinger durch. Jürgen Rothenberger wurde vom Büro Oberlinger mit der Bauleitung beauftragt. Neben dem finanziellen Engagement beim Bau des Gebäudes stellte die Familien Oberlinger ihre Instrumentensammlung und ein 10.000 m² großes Privatgrundstück zur Verfügung.
Wolfgang Oberlinger war von 2001 bis 2006 Gründungsdirektor des Museums. Ab 2006 übernahm Hans Bergs als Beauftragter der Kreisverwaltung Bad Kreuznach die Leitung des Museums.

### Musik
In Windesheim gibt es viele musikalisch tätige Vereine. So beispielsweise die KKM Big Band, den evangelischen Posaunenchor, den Männergesangverein und andere.

### Bauwerke
Zu den besonderen Sehenswürdigkeiten gehören mehrere barocke Fachwerkbauten aus dem 18. Jahrhundert und das in der preußischen Amtszeit Mitte des 19. Jahrhunderts errichtete Rathaus mit Glockenturm. Für dessen Entwurf zeichnete der Baumeister und königliche Bauinspektor Johann Claudius von Lassaulx verantwortlich, der gleiche Architekt, der auch 1821 in Vallendar die bekannte, neben dem Trierer Dom größte Kirche der Diözese Trier entworfen hat.
Die evangelische Kirche (ehemals St. Michael) wird erstmals 1147 erwähnt, als Papst Eugen II. der Abtei Deutz (Köln) ihre Besitzungen bestätigt. Aus dieser Zeit stammt noch der romanische Turm des heutigen Baues. 1504 wurde die Kirche zerstört, 1517 neu eingeweiht. Das heutige Schiff entspricht dem damaligen Neubau. Der Anbau der Sakristei erfolgte im 18. Jahrhundert. Besonders sehenswert sind die Reste eines mittelalterlichen Deckengemäldes mit verschiedenen Kreuzzeichen und reichen Arabesken. Die Kirche beherbergt eine Barock-Orgel aus der Werkstatt Stumm, Rhaunen-Sulzbach mit einem Prospekt des Schreiners Jakob Oberlinger (1776). In den 1980er Jahren wurde bei der Restaurierung der Kirche die Orgel aus dem gotischen Chorraum auf eine neu eingezogene Westempore gebaut und durch die Gebr. Oberlinger erweitert.
Bei der katholischen Pfarrkirche Unbefleckte Empfängnis Mariens handelt es sich um einen neuspätgotischen Bruchsteinbau von 1897/98. Die Einbauten wie Hochaltar, Seitenaltäre sowie die Malerei aber auch die Fenster bilden eine Harmonie der Neugotik. Die 2004 von den Gebr. Oberlinger auf der Westempore neu erbaute Orgel hat eine moderne Formgebung mit Anklängen an die Neugotik und fügt sich harmonisch in das Bauwerk ein. Die Kirche besitzt eine fantastische Akustik und eignet sich besonders für Chor- oder auch Orgelkonzerte.
Besonders malerisch liegt das „Kapellchen“ auf dem Römerberg.

### Sport
Windesheim verfügt über ein Freibad, einem Fußballplatz und Tennisplätze. Der örtliche Schützenverein unterhält eine der größten Schießanlagen im Kreis. Es gibt einen Fußballverein, einen Turnverein mit einer Tischtennisabteilung, einen Tennisverein sowie einen Tauchclub.

### Regelmäßige Veranstaltungen
Jedes Jahr findet am ersten Wochenende im September die „Windesheimer Kerb“ am Rathaus statt. Ebenfalls lädt die KKM Big Band jährlich am Vatertag zu ihrem Frühlingsfest im Pfarrgarten der kath. Kirche ein. Jährlich am 30. April findet das Feuerwehrfest statt. Einen festen Platz im Kalender hat auch das Schwimmbadfest während der Badesaison im Sommer. Anfang jedes Jahres führte die Theatergruppe des Dorfes seit den 1980er Jahren ein Stück (in der Regel ein Bauernstück oder ein Boulevardstück) in der Römerberghalle in Windesheim auf. Ob die Schauspieler aber nach einer Pause noch einmal aktiv werden, ist bisher offen.
Regelmäßig findet auch das Windesheimer Radrennen am 3. Oktober statt. Diese Veranstaltung ist bereits ein fester Bestandteil des Windesheimer Veranstaltungskalenders. Hier treten Hobbyfahrer und Profis aus der ganzen Region, auf einem Rundkurs von knapp 1 km Länge gegeneinander an.

## Wirtschaft und Infrastruktur

### Wirtschaft
Windesheim ist geprägt vom Weinbau und gehört zum Weinbaugebiet Nahe.
Die Orgelbaufirma Oberlinger mit einer Orgelbauer-Familientradition, die bis ins Jahr 1775 zurück reicht, hat ihren Stammsitz unmittelbar neben dem Orgel-Art-Museum in Windesheim. Ebenso gibt es eine Getreidemühle sowie Restaurants und ein Hotel. Die Brauerei Präsidenten Pils (ehem. Fuchs-Brauerei) hatte ihren Sitz in Windesheim.
Führende Weingüter
Weingut Deeg, Weingut Claudius Eckes, Weingut Eckes und Eckes, Weingut Reinhold Großmann, Weingut Großmann-Bergmann, Weingut Heinrich Gundlach, Weingut Gutenberger, Weingut Schmidt-Kunz, Weingut Hans-Werner Ohler, Weingut Theobald, Weingut Sinß

### Verkehr
Durch Windesheim führt eine Bahnstrecke (Hunsrückquerbahn). Für das Öffnen und Schließen der Schranken gab es früher einen Schrankenwärter und ein kleines Wärterhäuschen. Heute wird nur noch selten Güterverkehr durch Windesheim durchgeführt, daher werden die Schranken von den Triebfahrzeugführern per Handkurbel selbst geschlossen und geöffnet.

### Bildung
- Die Nahelandschule (Schule mit dem Förderschwerpunkt Lernen) in Windesheim wurde zum 31. Juli 2010 aufgelöst. Früher fungierte diese als normale Grundschule, ehe die Grundschulen Windesheim und Guldental zusammengelegt wurden und die Förderschule entstand. Die Grundschulkinder aus Windesheim besuchen die Grundschule in Guldental.[5]

## Söhne und Töchter der Gemeinde
- Friedrich Ruß (1777–1844), Kaufmann, Ratsherr und Politiker
- Anne Friedrich (* 1984), deutsche Volleyball- und Beachvolleyballspielerin
- Nadine Poss (* 1991), Deutsche Weinkönigin 2013/2014